# The Bunker
The Bunker är en amerikansk skräckfilm från 2001.

## Handling
Under andra världskriget flyr en grupp tyska soldater undan de allierades styrkor genom en skog och stöter på en övergiven bunker där de bestämmer sig för att gömma sig. Med endast mycket lite ammunition kvar är de väl medvetna om att slutet är nära när de stöter på en mystisk labyrint under bunkern. Kanske kan de fly den vägen...

## Rollista (i urval)
- Jason Flemyng - Baumann
- Andrew Tiernan - Schenke
- Christopher Fairbank - Heydrich
- Jack Davenport - Reinhardt